# Austroboletus
Austroboletus là một chi nấm trong họ Boletaceae.

## Các loài
- Austroboletuscornalinus (Perr.-Bertr. & R. Heim) E. Horak (1980)
- Austroboletusdictyotus (Boedijn) Wolfe (1980)
- Austroboletuseburneus Watling & N.M. Greg. (1986)
- Austroboletusfestivus (Singer) Wolfe (1980)
- Austroboletusfusisporus (Kawam. ex Imazeki & Hongo) Wolfe (1980)
- Austroboletusgraciliaffinis Singer (1988)[3]
- Austroboletusgracilis (Peck) Wolfe (1980)
- Austroboletusheterospermus (R. Heim & Perr.-Bertr.) Singer (1983)
- Austroboletuslacunosus (Kuntze) T.W. tháng 5 & A.E. Wood (1995)[4]
- Austroboletuslatitubulosus E. Horak (1980)
- Austroboletuslongipes (Massee) Wolfe (1980)
- Austroboletusmalaccensis (Pat. & C.F. Baker) Wolfe (1980)
- Austroboletusmucosus (Corner) Wolfe (1980)
- Austroboletusmutabilis Halling, Osmundson & M.A. Neves (2006)[5]
- Austroboletusneotropicalis Singer, J. García & L.D. Gómez (1991)
- Austroboletusoccidentalis Watling & N.M. Greg. (1986)
- Austroboletusolivaceus Singer (1983)[6]
- Austroboletuspurpurascens (Heinem.) E. Horak (1980)
- Austroboletusrarus (Corner) E. Horak (1980)
- Austroboletusrionegrensis (Singer & I.J. Araujo) Singer (1983)[6]
- Austroboletusrostrupii (Syd. & P. Syd.) E. Horak (1980)
- Austroboletusrubiicolor (Corner) E. Horak (1980)
- Austroboletusschichianus (Teng & L. Ling) E. Horak (1980)
- Austroboletussubflavidus (Murrill) Wolfe (1980)
- Austroboletussubvirens (Hongo) Wolfe (1980)
- Austroboletustrinitatensis Wolfe (1988)[3]
- Austroboletustristis (Pat. & C.F. Baker) Wolfe (1980)